# Flexteatern
Flexteatern var en fri teatergrupp i Stockholm under 1980-talet. Teaterns konstnärliga ledare var Gino Samil med Alexander Ebbersten och Marie Umerkajeff som sin högra och vänstra hand. Gruppen försökte samordna fristående artister och scenkonstnärer så som akrobater, jonglörer, fakirer, clowner, trollkonstnärer, gatuartiser. Både solister och ensembler. Det fanns en kärna av artister som kallades Flexensemblen. Av dessa kan nämnas Anna Gräslund, Karin Möller, Fredrik Sanabria,  Gruppen var en av fyra teatergrupper,  som byggde upp Fri Scen i hus 103 på Skeppsholmen under hösten 1983 efter att man blivit lovad ett tioårigt kontrakt av kulturförvaltningen fri från hyresavgift, därav namnet;  Fri Scen. De övriga var  4:e teatern,  Teater Galeasen, och  Teater Sargasso. Grupperna hjälpdes åt att bygga upp en scen med hjälp av utrangerade bokhyllor man fått från Stockholms Stadsbibliotek. Grupperna delade på halva torpedöversynsverkstaden. Den andra delen togs i besittning av dansgruppen Pyramiderna i ledning av  Margareta Åsberg. Tanken var att teatergrupperna skulle ha ett rullande schema för värdskapet av lokalerna men under 1984 lyckades teater Galeasen med konststycket att manövrera ut alla andra grupper och från dess har man endast hänvisat till 1984 och teater Galeasen som Fri Scen.